# Я-концепция
«Я-концепция» («Я-образ», «Образ Я», англ. one’s self-concept, а также: self-construction, self-identity или self-perspective) — система представлений индивида о самом себе, осознаваемая, рефлексивная часть личности. Эти представления о себе самом в большей или меньшей степени осознаны и обладают относительной устойчивостью. 
Я-концепция (или образ Я) представляет собой относительно устойчивое, в большей или меньшей степени осознанное и зафиксированное в словесной форме представление человека о самом себе. Эта концепция — результат познания и оценки самого себя через отдельные образы себя в условиях самых разнообразных реальных и фантастических ситуаций, а также через мнения других людей и соотнесения себя с другими.
Я-концепция характеризуется, помимо прочего, адекватностью или неадекватностью: человек может создать такой образ самого себя (и поверить в него), который не соответствует реальности и приводит к конфликтам с ней; напротив, адекватная Я-концепция способствует более успешному приспособлению к миру и другим людям.

## Термин
Термин «„я“-концепция» появился в научном языке на рубеже XIX—XX веков в связи с представлениями о дуальной природе человека как познающего субъекта и познаваемого объекта. 
Американский психолог Уильям Джеймс  (1842—1910) первым предложил идею Я-концепции и внёс существенный вклад в её разработку. 
Понятие «„я“-концепция» развивалось в 1950-е годы в русле феноменологической, гуманистической психологии, представители которой (А. Маслоу, К. Роджерс), в отличие от бихевиористов и фрейдистов, стремились к рассмотрению целостного человеческого «я» как фундаментального фактора поведения и развития личности.
Наиболее известны представления о "Я концепции", созданные Робертом Бернсом (на основе самооценки) и концепция Карла Роджерса (На основе самоактуализации) 
Часто термин используют в качестве синонима к «самосознанию», но в отличие от последнего «„я“-концепция» менее нейтральна, включая в себя оценочный аспект самосознания.
«Я»-концепция, в сущности, определяет не просто то, что собой представляет индивид, но и то, что он о себе думает, как смотрит на своё деятельное начало и возможности развития в будущем.

### Проблемы определения «я»-концепции
Сложность проблемы в определении «я»-концепции подчёркивалась многими исследователями. Суть её в слишком общем характере того, что мы определяем как «я».
"Даже такой простой материальный объект, как стакан, можно определить по-разному, в зависимости от практического или теоретического контекста. Тем более это верно в отношении таких понятий, как «личность», «сознание» или «самосознание». Дело не столько в терминологической нестрогости гуманитарных наук, сколько в том, что разные исследователи озабочены разными аспектами проблемы личности и человеческого «я». Но в чем, собственно, его загадка? Ф. Т. Михайлова волнует вопрос, каков источник творческих способностей человека, диалектика творящего и сотворенного. А. Г. Спиркина «я» интересует как носитель и одновременно элемент самосознания. Д. И. Дубровский подходит к «я» как к центральному интегрирующему и активирующему фактору субъективной реальности. Психологи (Б. Г. Ананьев, А. Н. Леонтьев, В. С. Мерлин, В. В. Столин, И. И. Чеснокова, Е. В. Шорохова и другие) рассматривают «я» то как внутреннее ядро личности, то как её сознательное начало, то как сгусток индивидуального самосознания, систему представлений человека о самом себе. Исследовательский интерес нейрофизиологов направлен на выявление того, где, в каких разделах мозга локализованы регулятивные механизмы психики, позволяющие живому существу отличать себя от других и обеспечивать преемственность своей жизнедеятельности. У психиатров проблема «я» фокусируется на соотношении сознательного и бессознательного, механизмах самоконтроля («сила „я“») и т. д., и т.п", — размышляет над проблемой «я» известный философ и социолог Игорь Семенович Кон в своей нашумевшей книге «В поисках себя» (с.7).
У Бёрнса «„я“-концепция» связана с самооценкой как совокупность установок «на себя» и является суммой всех представлений индивида о самом себе. Это, по его мнению, следует из выделения описательной и оценочной составляющих. Описательную составляющую «„я“-концепции» автор называет образом «я» или картиной «я». Составляющую, связанную с отношением к себе или к отдельным своим качествам, самооценкой или принятием себя. Он пишет, что «„я“-концепция» определяет не просто то, что собой представляет индивид, но и то, что он о себе думает, как смотрит на своё деятельное начало и возможности развития в будущем. Описывая юношескую «„я“-концепцию», Р. Бёрнс указывает на общеизвестное противоречие: с одной стороны, «„я“-концепция» становится более устойчивой, с другой стороны, "…претерпевает определённые изменения, обусловленные целым рядом причин. Во-первых, физиологические и психологические изменения, связанные с половым созреванием, не могут не влиять на восприятие индивидом своего внешнего облика. Во-вторых, развитие когнитивных и интеллектуальных возможностей приводит к усложнению и дифференциации «„я“-концепции», в частности к способности различать реальные и гипотетические возможности. Наконец, в-третьих, требования, исходящие от социальной среды — родителей, учителей, сверстников, — могут оказаться взаимно противоречивыми. Смена ролей, необходимость принятия важных решений, касающихся профессии, ценностных ориентаций, образа жизни и т. д., могут вызвать ролевой конфликт и статусную неопределенность, что также накладывает явный отпечаток на «„я“-концепцию» в пору юности.".
Таким образом, в зависимости от исходной проблемы и способов её расчленения меняется и значение понятий и их бесчисленных производных.
Накоплен материал о содержании образа «я» и его структуре. Многие работы раскрывают возрастные особенности представлений о содержании своего «я». Предметом специального психологического исследования являлся и вопрос об уровнях развития образа «я», овладение которыми в разных возрастных группах может означать не только знание своего «я», но и готовность его реализовать. Большинство авторов предлагают изучать изменение содержания представлений о себе, то есть переход от объективных показателей (физические характеристики) к субъективным (личностные качества, идеи, установки).

## Структура «я»-концепции
Предметом самовосприятия и самооценки индивида могут, в частности, стать его тело, его способности, его социальные отношения и множество других личностных проявлений. Согласно Джеймсу, «глобальное Я» (личность) содержит в себе два аспекта: эмпирический объект (Ме), познаваемый субъективным оценивающим сознанием (I). Я как объект состоит из четырёх аспектов: духовное Я, материальное Я, социальное Я и телесное Я, которые и образуют для каждого человека уникальный образ или совокупность представлений о себе как личности. На основе «я»-концепции индивид строит взаимодействие с другими людьми и с самим собой.
Традиционно выделяют когнитивную, оценочную и поведенческую составляющие «я»-концепции. Когнитивная составляющая — это представления индивида о самом себе, набор характеристик, которыми, как ему кажется, он обладает. Оценочная — это то, как индивид оценивает эти характеристики, как к ним относится. Поведенческая — это то, как человек в действительности поступает.

### Когнитивная
Обычно человек считает, что обладает определёнными характеристиками. Эти характеристики нельзя вывести или свести к одному текущему моменту его жизни — если человек считает что он «сильный», это не значит, что он в данный момент поднимает тяжесть. Более того, на самом деле этот человек объективно может и не быть сильным. А может и быть. Набор убеждений о самом себе и есть когнитивная составляющая «я»-концепции.
Эти убеждения могут иметь разную значимость для индивида. Он может считать, например, что он в первую очередь смелый, а сильный только в десятую очередь. Эта иерархия не постоянна и может меняться в зависимости от контекста или с течением времени. Сочетание и значимость характеристик на тот или иной момент в значительной степени обуславливают установки индивида, его ожидания относительно себя.
Наряду с прочим, когнитивная компонента «я»-концепции представлена в сознании индивида в виде социальных ролей и статусов.

### Оценочная
Индивид не только полагает, что обладает определёнными характеристиками, но и определённым образом оценивает их, относится к ним. Ему может нравиться или не нравиться что он, к примеру, сильный. Важную роль в формировании этой оценки играют:
- соотнесение представлений о себе с «идеальным „я“»;
- соотнесение представлений о себе с социальными ожиданиями;
- оценка эффективности своей деятельности с позиции своей идентичности[9].

По мнению американского писателя Роберта Грина, человек создаёт свой внутренний образ, который подтверждает значимость индивида изнутри. Конструируя этот образ самих себя, люди склонны подчеркивать свои положительные качества и отметать недостатки, оправдывая их. Это внутреннее «я», по мнению Грина играет важную роль в поддержании самооценки индивида.

### Поведенческая
Кем бы человек себя ни считал, он не может игнорировать то, как он на самом деле себя ведёт, то что ему на самом деле удаётся. Эта «объективная» часть и есть поведенческая составляющая «я»-концепции.
Большинство современных учёных, занимающихся проблемами личности, приходят к выводу, что наиболее продуктивно при исследовании Я-образа перейти от метафор к сферам и свойствам психики, «работающим» на «я»-образ. Они, как вектора, определяют некую общую нагрузку и направление центральной структуры, которую часто называют «самостью».

### Другие подходы к структуре «я»-концепции («я»-образа)
Т. Ю. Каминская выделяет два подхода к разработке проблемы структуры образа «я». В первом подходе в структуре образа «я» не выделяется мотивационного компонента, или выделяются лишь незначительные его составляющие. Так, С. Стейн определяет «я»-Концепцию — «существующая в сознании индивида система представлений образов и оценок, относящаяся к самому субъекту». Л. А. Венгер говорит об образе «я» как о совокупности обобщённых содержательных и оценочных представлений.
Второй подход заключается в признании влияния мотивационного компонента (связь образа «я» и поведения) на развитие образа «я». Иными словами, формируются предпосылки для включения мотивационного компонента в структуру образа «я».
Наиболее же распространённым является представление о структуре образа «я» как единстве когнитивного (образ своих качеств, способностей, внешности и др.), эмоционального (самоуважение, самоуничижение и т. д.) и оценочно-волевого (стремление повысить самооценку, завоевать уважение и др.) компонентов (А. В. Петровский, М. Г. Ярошевский).
Г. Е. Залесским выделяются два компонента образа «я» — мотивационный и когнитивный. Применительно к изучению возрастных особенностей развития образа «я», особое внимание уделяется прояснению вопроса о том, как происходит формирование каждого из компонентов, когда два компонента образа «я» начинают взаимодействовать.
Когнитивный блок образа «я» отражает содержательные представления о себе. Такое понимание когнитивного блока образа «я» близко к пониманию образа «я» другими исследователями. Но в этот блок добавляются и оценочные (самооценка), и целевые (уровень притязаний, система запретов и поощрений) компоненты. Мотивационный блок отвечает за функциональную значимость этих качеств, то есть выступают ли эти качества критериями в выборе мотивов, целей, поступков. И если выступают, то выполняют ли качества функцию действующих или смыслообразующих мотивов.

## Измерение «я»-концепции
В литературе представлен разнообразный набор методик для изучения «я»-концепции (образа «я») или его компонентов.
Различные опросники
Примеры:
Методика исследования самоотношения (МИС) разработана Р. С. Пантелеевым (1989) и содержит 9 шкал:
- внутренняя честность;
- самоуверенность;
- саморуководство;
- отражённое самоотношение;
- самоценность;
- самопринятие;
- самопривязанность;
- внутренняя конфликтность;
- самообвинение.

Методика диагностики социально-психологической адаптации разработана К. Роджерсом и Р. Даймондом (1954). Методика апробирована и стандартизирована на разных выборках учащихся в отечественных школах и вузах. На русскоязычной выборке адаптированная А. К. Осницким. Шкала как измерительный инструмент обнаружила высокую дифференцирующую способность в диагностике особенностей представлений о себе, их перестройки в возрастные критические периоды развития и в критических ситуациях, побуждающих индивида к переоценке себя и своих возможностей, принятия или непринятия себя, других, эмоционального комфорта или дискомфорта, внутреннего или внешнего контроля, доминирования или ведомости, ухода от решения проблем.
И. С. Кон поднимает вопрос о том, может ли индивид адекватно воспринимать и оценивать себя, в связи с проблемой соотношения главных функций самосознания — регуляторно-организующей и эго-защитной. Чтобы успешно направлять своё поведение, субъект должен обладать адекватной информацией, как о среде, так и о состояниях и свойствах своей личности. Напротив, Эго-защитная функция ориентирована преимущественно на поддержание самоуважения и стабильности образа-Я даже ценой искажения информации. В зависимости от этого один и тот же субъект может давать как адекватные, так и ложные самооценки. Пониженное самоуважение невротика — это мотив и одновременно самооправдание ухода из деятельности, тогда как самокритика творческой личности — стимул к самосовершенствованию и преодолению новых рубежей.
Проективные техники
Практически все проективные методики направлены на исследование личностной сферы в различных её аспектах — уровень притязаний, степень самопринятия, привязанность к близким, конфликтность и т. п.
Идея о том, что в рисунке или рассказе можно увидеть своеобразный «автопортрет», лежит в основе тестов «Рисунок человека» (К. Маховер), «Дом — дерево — человек» (Гудинаф — Харрис), Тематический апперцептивный тест (Г. Мюррея), Психогеометрический тест (Деллингер), Тест апперцепции символов (Нагибиной-Афанасьевой) и других.

## Виды и классификации «я»-концепции (образа «я»)
«Я»-образ (образ «я», «я»-концепция) — это некая глобальная самооценка. «Я»-образ может быть адекватным и неадекватным, реальным и идеальным, структурированным и дезинтегрированным и т. д.
Практически любой из образов «я» имеет сложное, неоднозначное по своему происхождению строение.
В. В. Столин отмечает, что анализ итоговых продуктов самосознания, которые выражаются в строении представлений о самом себе, «„я“-образе», или «„я“-концепции» осуществляется либо как поиск видов и классификаций образов «я», либо как поиск «измерений» (то есть содержательных параметров) этого образа. Наиболее известным различением образов «я» является различение «„я“ реального» и «„я“ идеального», которое так или иначе присутствует уже в работах У. Джемса, З. Фрейда, К. Левина, К. Роджерса и многих других, а также предложенное У. Джемсом различение «материального „я“» и «социального „я“». Ш. Самюэль выделяет четыре «измерения» «„я“-концепции»: образ тела, «социальное „я“», «когнитивное „я“» и самооценку.
Более дробная классификация образов предложена М. Розенбергом:
- настоящее «я»
- динамическое «я»
- фактическое «я»,
- вероятное «я»
- идеализированное «я»

## Принятие «я»-образа
Признание и принятие всех аспектов своего «я» в противоположность «условному самопринятию» обеспечивает интегрированность «я»-концепции, утверждает «я» в качестве мерила самого себя и своей позиции в жизненном пространстве. «Я»-концепция («я»-образ) — то зерно, которое несёт в себе как зародыш, так и его потенциал роста и развития. Согласованность работы всех структур, их гармоничное взаимодействие есть необходимое условие психологического комфорта.
В. Ротенберг в своей книге «„Образ Я“ и поведение» приводит примеры восприятия образа «я» под гипнозом: "Когда одному испытуемому внушили, что он Пол Морфи — гениальный американский шахматист, и предложили сыграть в шахматы, первой его реакцией было требование огромного гонорара — миллиона долларов. Ему вручили пачку чистой бумаги, объявив, что это и есть вожделенный миллион, и в этот момент на энцефалографе был зарегистрирован мощный всплеск электрической активности кожи, свидетельствующий о выраженной эмоциональной реакции. Кстати, играл с этим испытуемым сам Михаил Таль, и он же сыграл с ним партию в его обычном состоянии вне гипноза. На фотографиях было видно, как уверенно держался во время игры испытуемый, пока считал себя Полом Морфи, для которого имя Таля ничего не значит, — и как робко вжался в стул тот же испытуемый вне гипноза, хорошо представляя себе, с кем он играет. Между прочим, Таль признал, что хотя «в образе» испытуемый играл, конечно же, не на уровне Морфи, но все же примерно на два разряда выше, чем без гипноза. Спустя несколько месяцев, на вопрос журналиста: «Какая партия за последнее время запомнилась вам больше других?», Таль ответил: «Встреча с Морфи», и объяснил ошеломлённому репортёру, что галлюцинаций у него ещё нет«.
Итак, именно внушение целостного образа позволяет выявить в гипнозе уникальные возможности, о которых сам человек не догадывается. Разумеется, эти возможности именно выявляются, а не привносятся состоянием гипноза».
Психологические конфликты становятся своеобразными пунктами проверки качества на пути к личностному росту и самореализации, когда прерывается, «расщепляется» взаимодействие, диалог «я»-образов, каждый из которых, являясь существенной частью «я»-концепции, силится «заявить о себе», «заговорить», «быть услышанным», но не принимается за свой, отторгается или защитно трансформируется.
Сложность и непредсказуемость образа «я» создаёт трудности для его изучения. Иногда педагог имеет дело с учеником, у которого различные части и составляющие образа «я» «размыты», не связаны между собой. Следствием психологической недифференцированности и зависимости, составляющих основное системообразующее свойство «пограничного самосознания», являются его три взаимосвязанные характеристики:
1. Высокий уровень пристрастности образа «я» и доступность его субъективным искажениям;
2. Сверхзависимость от оценок значимых других, стрессодоступность и уязвимость «я»-концепции, по отношению к эмоционально-травмирующему опыту;
3. «Узость» и «уплощённость» системы индивидуальных значений, репрезентирующих образ «я».

«Фактором, создающим наибольший риск дестабилизации самоотношения, является низкая степень дифференцированности „я“-концепции и вследствие этого недостаточная автономность когнитивных и аффективных процессов, увеличивающих стрессодоступность всей целостной системы», — считает Соколова, Е. Т.
В структуре личности особо выделяют психическую составляющую, ответственную за целостность психики. Это некое ядро — самость.
Самость — это «центр тяжести». Система сбалансирована, когда самость (как солнце) освещает, согревает и даёт энергию всем остальным составляющим личности.
Книга «Психологические типы», Карла Юнга, вобрала в себя размышления о многих философских познавательных проблемах.

В ней освещаются различные стороны сознания, возможные мировоззренческие установки, при этом человеческое сознание рассматривается с так называемой клинической точки зрения… В своей книге я утверждал, что всякий образ мыслей обусловлен определённым психологическим типом и что всякая точка зрения в некотором роде относительна. При этом возникал вопрос о единстве, необходимом для компенсации этого разнообразия. Иными словами, я пришел к даосизму… Именно тогда мои размышления и исследования стали сходиться к некоему центральному понятию — к идее самости, самодостаточности.
— Карл Юнг. Воспоминания, сновидения, размышления. Происхождение моих сочинений.
К. Юнг рассматривал «самость» как первичный образ, архетип, — комплекс, существующий в коллективном бессознательном. Самость — это архетип целостности, символ полноты человеческого потенциала и единства личности.
И. С. Кон, раскрывая понятие «я» как активно-творческое интегративное начало, позволяющее индивиду не только осознавать себя, но и сознательно направлять и регулировать свою деятельность, отмечает двойственность этого понятия, сознание самого себя заключает в себе двоякое «я»:
1. «я» как субъект мышления, рефлексивное «я» — активное, действующее, субъектное, экзистенциальное «я» или «эго»;
2. «я» как объект восприятия и внутреннего чувства — объектное, рефлективное, феноменальное, категориальное «я» или образ «я», «понятие „я“», «„я“-концепция».

Человеку свойственно иметь и строить не только теорию самого себя, такого, какой он есть сегодня в действительности, но и теорию идеального «я», такого, каким человек хочет быть в будущем. Полагается, что наличие такой концепции идеального «я», или будущего «я», является важнейшим мотивирующим фактором, побуждающим человека к действиям, направленным на саморазвитие, самореализацию, самоактуализацию, поиск подлинной жизни. Самореализация проявляется в построении и корректировке, перестройке «концепции „я“», включая «идеальное „я“», картины мира и жизненного плана, осознании результатов предшествующей деятельности (формирование концепции прошлого).
Карен Хорни отделяет актуальное, или эмпирическое, «я» от идеализированного «я», с одной стороны, и реального «я» — с другой. Актуальное «я» — всеохватывающее понятие для всего, чем является человек в данное время: для его тела и души, здоровья и невротичности. Актуальное «я» — то, что имеет в виду субъект, когда говорит, что хочет знать себя, то есть хочет знать, каким является. Идеализированное «я» — это то, чем субъект является в своем иррациональном воображении или чем должен быть согласно диктатам невротической гордости. Реальное «я» — это «изначальная» сила, действующая в направлении индивидуального роста и самореализации, с которой субъект может вновь достичь полной идентификации, когда он свободен от невроза. Реальное «я» — это то, на что ссылается субъект, когда говорит, что хочет найти себя. Реальное «я» для невротиков является возможным «я», в противоположность идеализированному «я» — которого достичь невозможно.

## «Я»-концепция и психологический тип
Некоторые методики определения психологического типа основаны на том, что человек выбирает свой тип как предпочитаемый, то есть выделяет свои наиболее привлекательные особенности.
Существуют методики, в которых человек даёт образ себя и образ своего близкого, тем самым подчёркивая свои особенности, которые отличают его от другого. Например, методика диагностики межличностных отношений Тимоти Лири (тест Лири). Методика предназначена для исследования представлений субъекта о себе и своём идеальном «я», а также для изучения взаимоотношений в малых группах. С помощью данной методики выявляется преобладающий тип отношений к людям в самооценке и взаимооценке.

## Развитие «я»-образа
Несмотря на устойчивость, «я»-образ — не статическое, а динамическое образование. На формирование «я»-образа влияет целый комплекс факторов, из которых особенно важны контакты со «значимыми другими», в сущности определяющие представления о самом себе. Представление индивида о самом себе, как правило, кажутся ему убедительными независимо от того основываются они на объективном знании или субъективном мнении. Предметом восприятия человека могут, в частности, стать его тело, его способности, его социальные отношения и множество других личностных проявлений. «Я»-идентичность — «я»-образ в сравнении себя с другими и определении своего места в социальной структуре. «Человеческое „я“ существует лишь благодаря постоянному диалогу с другими» (И. С. Кон). Формирование адекватной «я»-концепции, как и самосознания в целом, является важным условием воспитания сознательного члена общества.
Младенцы поначалу не разграничивают себя и окружающий мир. По мере роста начинает развиваться телесное «я», с осознанием которого приходит понимание неидентичности внутреннего и внешнего миров. Позже маленькие дети начинают сравнивать себя со своими родителями, сверстниками и родственниками, находя те или иные различия. К среднему детству их знания о себе расширяются настолько, что уже включают целую систему оценок собственных качеств.
В отрочестве и юности самооценка принимает более отвлечённый характер, и у подростков появляется заметная озабоченность тем, как их воспринимают окружающие. Найти себя, собрать из мозаики знаний о себе собственную идентичность становится для юношей и девушек первостепенной задачей. Именно в этот период их интеллект достигает такого уровня развития, который позволяет им задумываться над тем, что представляет собой окружающий мир и каким ему следует быть.
Можно сказать, что заложено в «я»-концепции, то подросток и пытается развить. Например, у физически больного ребёнка в «я»-концепции заложено — здоров. Такой ребёнок будет пытаться физически себя подтянуть. Если уровень притязаний высокий, а собственные возможности осознаются недостаточными, может возникнуть невротизация (обидчивость, упрямство).
На протяжении всего взрослого периода жизни «я»-концепция человека одновременно стремится сохранить преемственность и претерпевает изменения. Важные события жизни: смена работы, женитьба, рождение детей и внуков, развод, потеря работы, война, личные трагедии — заставляют нас пересматривать отношение к себе.
Обнаружено, что динамика изменения «я»-концепции личности начинается с изменения отношения к себе и внешнему миру, которое служит толчком для сдвига всех взаимозависимых компонентов многоуровневой системы. С нарастанием противоречий в структуре образа «я» нарушается устойчивость, исчезает внутренняя согласованность элементов модели «я»-концепции, происходит «утрата себя», возникает психическая напряженность. Процесс изменения, который идёт либо по пути упрощения, либо по пути усложнения содержания «я»-концепции, завершается преобразованием всей её структуры.
Кроме изменений всех взаимозависимых компонентов многоуровневой системы по пути упрощения, либо по пути усложнения содержания «я»-концепции, завершающихся преобразованием всей её структуры в зрелом возрасте, интересующиеся своим эго неработающие пенсионеры преклонного возраста, постепенно начинают как Младенцы не разграничивать себя и окружающий мир. При отсутствии выраженных болезней возможно угасание своего телесного «я», с одновременным непониманием идентичности внутреннего и внешнего миров. Иногда старики продолжают сравнивать себя со своими родителями, коллегами, сверстниками и родственниками, трактуя те или иные различия в свою пользу. В итоге их знания о себе изменяются настолько, что любую логику или/и целую систему оценок собственных качеств используют только для подтверждения собственных убеждений. Детальные и полные исследования подобного плана не проводились.

## Факторы, влияющие на «я»-концепцию
Все исследователи отмечают сложность и неоднозначность становления и развития образа «я». Образ «я» — это системное, многокомпонентное и многоуровневое образование человеческой психики. Все составляющие этой системы имеют бесчисленное множество степеней свободы, что осложняет возможность научного подхода в диагностике и прогнозировании формирования «я»-образа. По-видимому, точки роста и развития личности по пути самореализации совпадают с такими человеческими реальностями как самость, самоактуализация, «я» идеальное и стремлением человека к поиску гармоничного соответствия этих реальностей в своем образе «я».
Герген (Gergen, 1971) отмечает следующие факторы, относящиеся к оценкам других, которые влияют на представления индивида о самом себе:
1. Согласованность внешней оценки и «я»-концепции.
2. Значимость представлений, которые затрагивает оценка.
3. Доверие к эксперту. Чем большим кредитом доверия пользуется эксперт, выносящий оценку, тем значительней его влияние (Bergin, 1962).
4. Число повторений. Чем больше число повторений выданной оценки, тем больше вероятность её принятия.
5. Модальность оценки. Принятие или игнорирование внешней оценки зависит от того, позитивна она или негативна.

Исходя из этого, внешняя оценка будет представлять собой угрозу «я»-концепции в случаях, когда:
- оценка не совпадает с представлениями индивида о самом себе и является негативной;
- оценка затрагивает функционально значимые понятия, которые индивид использует для самоопределения;
- эксперт, выносящий оценку, пользуется значительным кредитом доверия;
- индивид подвергается систематическому воздействию одной и той же внешней оценки и не может её игнорировать.

Рефлективное «я» — своего рода когнитивная схема, лежащая в основе имплицитной теории личности, в свете которой индивид структурирует свою социальную перцепцию и представления о других людях. В психологической упорядоченности представления субъекта о себе и своих диспозициях ведущую роль играют высшие диспозиционные образования — система ценностных ориентаций в частности.
Г. Е. Залесский выделяет следующие этапы формирования личностных смыслов:
1. значение выступает как эталон оценки ситуации, выбора системы средств ориентировки;
2. осуществляется деятельность целеполагания, выбора целей, мотивов, личная значимость выбора начинает осознаваться в большей мере;
3. различные «компоненты» «я» начинают функционировать как один механизм, образуется система. Выбор мотивов осуществляется через убеждения и мировоззрение (Л. И. Божович);
4. значение уходит на «послесознательный уровень» (А. Н. Леонтьев), действует как установка. Отметим, что значение не может быть выделено без действия — значение, действие и мотив формируются одновременно. Мотив влияет на выделение целей. Самооценка определяет процесс поиска средств их достижения[16].